# Oeperigi
Oeperigi is een bestuurslaag in het regentschap Timor Tengah Utara van de provincie Oost-Nusa Tenggara, Indonesië. Oeperigi telt 303 inwoners (volkstelling 2010).